# 彩園巴士總站
彩園巴士總站（英文：Choi Yuen Bus Terminus）是位於香港新界北區上水彩園邨的巴士總站。位於彩園路彩園街市對出，彩園商場平台底。現時有2條巴士路線以此處為總站。

## 歷史
- 1982年底：彩園巴士總站正式啟用
- 1987年8月9日：73A線（舊稱69線）正式進駐此站。
- 1997年7月17日：273A線投入服務。
- 2006年11月18日：276B線由太平總站遷往本站為總站；而73線總站由本站遷往太平總站，不再使用此站。
- 2013年8月24日：73A線總站由本站遷往華明總站，不再使用此站。
- 2022年9月5日：78B線投入服務。

## 總站路線資料

### 九龍巴士78B線
- 粉嶺（皇后山） ↔ 上水（彩園）

由九龍巴士營運的一條路線，提供皇后山往來龍躍頭、粉嶺百和路、上水清河邨及彩園邨，於2022年9月5日起投入服務，只在星期一至五繁忙時間提供服務。

### 九龍巴士273A線
- 彩園 ↺ 華明

由九龍巴士營運的一條路線，提供往來彩園、上水站、北區醫院（太平巴士總站）、清河邨、嘉福邨、牽晴間、華明邨、雍盛苑、欣盛苑的巴士服務。於1997年7月17日起投入服務。1998年2月16日繞經新啟用的北區醫院（太平巴士總站）；2001年2月26日配合雍盛苑及昌盛苑入伙而繞經雍盛苑一段的華明路；2006年7月7日起為配合清河邨及御皇庭入伙而繞經清曉路。

### 九龍巴士276B線
- 天水圍（天富） ↔ 上水（彩園）

由九龍巴士營運的一條路線，提供天富、天恆、俊宏軒、香港濕地公園、美湖居及天慈往返落馬洲及上水的巴士服務。分拆自276A線，於2004年7月4日起投入服務。

## 過往路線
- 九龍巴士69線（已於1987年8月9日更改編號為73A）
- 九龍巴士73線（總站已於2006年11月18日遷往太平總站，不再使用此站）
- 九龍巴士73A線（總站已於2013年8月24日遷往華明總站，不再使用此站）

## 鄰近地點
| - 彩園邨 - 彩蒲苑 - 旭埔苑 |  | - 彩園商埸 - 北區大會堂 - 上水鐵路站 |  | - 東華三院馬錦燦紀念小學 - 香海正覺蓮社佛教陳式宏小學 |  | - 東華三院甲寅年總理中學 - 香港道教聯合會鄧顯紀念中學 |